# Sèrie B (cinema)
El cinema de classe B o de sèrie B es referia originalment a les pel·lícules de baix pressupost durant l'època daurada de Hollywood i solien ser westerns. Després dels anys 50, però, el terme prengué un significat més ampli referint-se a aquelles produccions de baix pressupost i baixa qualitat, els gèneres dominants de les quals eren el terror, la ciència-ficció i l'acció. Els films de classe B s'han caracteritzat des dels seus inicis per ser l'oportunitat de molts actors i directors per fer els primers passos en el món del cinema. Moltes d'aquestes pel·lícules són avui en dia objectes de culte. Tot i la seva denominació i baix pressupost, cal esmentar que el cinema classe B va tenir certa importància al panorama cinematogràfic ja que va servir per impulsar a la fama a alguns directors com Jacques Tourneur o actors com Humphrey Bogart. També va proporcionar les condicions necessàries perquè els cineastes experimentessin i creessin nous llenguatges i provessin noves tècniques o temàtiques.

## Orígens i característiques
Les primeres pel·lícules de sèrie B, tal com s'entén el terme actualment, van aparèixer durant la dècada dels 50 i solien ser sèries de films on el mateix actor representava el mateix personatge en cada un d'ells. Aquestes produccions solien ser de curta durada (gairebé sempre de menys de 90 minuts).
Els films de sèrie B van ser una resposta dels estudis de Hollywood davant la gran davallada d'audiència que va tenir lloc als Estats Units a finals dels anys 20, provocada pel crac del 29. En aquell temps, la indústria cinematogràfica nord-americana de Hollywood ja s'havia especialitzat molt, doncs havien aparegut una sèrie de sistemes (sistema d'estudis, sistema d'estrelles) i gèneres cinematogràfics que la definien. L'aparició del so a les grans pantalles va provocar grans canvis a la indústria cinematogràfica, ja que els actors no havien de compensar la falta de diàleg amb la seva actuació i va ser la fi de moltes estrelles del cinema mut. A més, va comportar el control total del mercat del cinema per part de les anomenades productores majors: Warner Bros, Paramount, Metro-Goldwyn-Mayer, RKO, 20th Century Fox. Algunes productores menors, però, també distribuïen pel·lícules independents, com és el cas de United Artists, que treballava amb cinema europeu.

## Sistema d'estudis i classe B
La indústria cinematogràfica, en aquells anys, estava caracteritzada per tres eixos: Studio System, Star System i cinema de gènere. La seva funció era assegurar el màxim benefici al mínim cost. A partir de la depressió econòmica del 1929 als Estats Units, les majors van haver de replantejar-se el seu sistema, començant a presentar dobles sessions a part de les estrenes. A la primera gira, el film era mostrat a teatres especials d'estrena i el preu de l'entrada era entre 1 i 1,25 dòlars. En les gires següents el preu anava baixant de manera que el públic que no havia pogut anar a l'estrena podia anar-hi més tard. A més va començar a oferir-se una segona funció amb les pel·lícules de classe B, produïdes amb menys pressupost i, per tant, no generaven tant cost de producció i podien exhibir-se de manera més barata. Amb aquesta estratègia els estudis garantien a les seves cadenes de sales uns beneficis majors, així que les productores van començar a oferir dos films pel preu d'un. A mitjans dels anys 30 les principals cadenes de cinema havien adoptat aquest sistema de doble funció. Per aquest motiu, els grans estudis tenien una secció dedicada exclusivament a la producció de pel·lícules classe B.

## Serials
Els estudis no només produïen pel·lícules de classe B, sinó que també produïen serials, els quals van aparèixer cap als anys 40 (alguns estudis com Universal Studios ja els emetien des d'alguns anys abans). Es tractava de pel·lícules formades per uns 10 o 15 episodis que es regien pel mateix sistema de classe B. Cada cinema tenia el seu heroi al que els mateixos espectadors escollien seguir. Estaven dirigits especialment als nens, que podien veure les aventures de Dick Tracy, Cisco Kid, Hopalong Cassidy, Roy Rogers, Buck Rogers, Flash Gordon… Els serials van patir una davallada amb l'arribada de la televisió als anys 50, quan va sorgir una forta competència amb el cinema.

## Pel·lícules de sèrie B
Des del seu origen, el cine B ha apostat per històries de terror, fantasia, ciència-ficció i fins i tot musicals, fent servir efectes artesanals, a més d'un alt impacte visual a través d'una estètica enginyosa en el disseny de les produccions.
Cineastes com Tim Burton, Stanley Kubrik o Quentin Tarantino, han declarat certa simpatia pel cinema de Sèrie B. D'aquesta manera, es poden arribar a considerar pel·lícules d'aquesta categoria com a una font d'inspiració pels films que aconsegueixen guanys milionaris a taquilla. A més, molts directors i directores s'inicien en la indústria cinematogràfica amb el cinema de Sèrie B.
Hi ha diverses productores i distribuïdores de pel·lícules Sèrie B en l'àmbit internacional, unit a la difusió via internet. Empire International Pictures, Troma Entertainment i Mill Creek Entertainment, són potser les companyies que han lliurat algunes de les col·leccions més robustes i de millor qualitat a escala mundial, ja sigui com a productor, distribuïdor o recopilador.
D’aquesta manera trobem pel·lícules de Sèrie B que es consideren de culte. Moltes d'aquestes pel·lícules de Sèrie B, les més populars, corresponen al gènere del terror, com per exemple, "La nit dels morts vivents" de 1968 que, tot i no ser la primera pel·lícula de zombis, s'ha convertit en tot un clàssic.

## Cinema d'explotació
No totes les pel·lícules d'explotació són classe B, així com no totes les B són explotació. També cal fer èmfasi que el terme «cinema d'explotació» és una etiqueta informal i, malgrat que obeeix a un gènere amb gran quantitat de corrents i un gran impacte social, ha estat definit de manera vaga i no posseeix una concepció formal com la tenen altres gèneres.
El cinema d'explotació és un tipus de cinema de baix pressupost que sol incloure contingut altament polèmic, pel fet que el seu objectiu principal és explotar un tema en específic sense intencionalitats artístiques o transcendentals, sinó de manera sensacionalista i amb l'objectiu d'entretenir.
El contingut d'una pel·lícula d'explotació no sol encasellar-se en un sol gènere o tema, però aborden, especialment, temàtiques tabú i problemàtiques socials. Es considera que el que defineix si un film és d'explotació o no depèn més del que l'espectador percep que del contingut de la pel·lícula com a tal.
A diferència de les pel·lícules de gènere, els films d'explotació no pretenen tractar una problemàtica social per tal d'obtenir uns resultats crítics o moralitzants. Tot al contrari, busquen caricaturitzar i explotar el tema de manera que sembli que el film està celebrant que existeix aquest problema però al mateix temps l'està criticant.

## Caiguda del cinema de classe B d'estudi
L'any 1948 una sentència judicial contra els estudis majors de Hollywood els va obligar a desfer-se de les cadenes de cinema, ja que varen ser acusats de monopoli (i per tant no complien la llei federal antimonopoli). A partir d'aquí els estudis no podien tenir la distribució assegurada i no van poder seguir més amb el sistema amb el qual col·locaven les pel·lícules que volien al mercat que volien. D'altra banda, al llarg de la dècada dels cinquanta, l'auge de la televisió va fer disminuir les audiències al cinema. Arribats a aquest punt, les pel·lícules de sèrie B van deixar de tenir interès econòmic i les produccions B van ser substituïdes per reestrenes en les sessions dobles.

## Classe B en la cultura nord-americana
Alguns joves fanàtics de la ciència-ficció als Estats Units tenen una afició per aquestes pel·lícules de baix pressupost per les seves particularitats (els efectes especials no són tan bons, per exemple). Aquests grups es dediquen a criticar la senzillesa d'aquests films i fer broma sobre els seus diàlegs i actuacions. La sèrie de televisió nord-americana Mystery Science Theater 3000, explota aquesta idea. Als seus episodis, els personatges dialoguen en to burlesc mentre es transmeten parts de les pel·lícules classe B. Aquest fenomen s'ha estès per internet, fins i tot.

## Filmografia
Algunes de les pel·lícules més destacades de la sèrie B són: 
- Invisible Ghost, 1941
- La dona pantera (Cat People), 1942
- Passejant amb un zombie (I Walked with a Zombie), 1943
- Desviació (Detour), 1945
- The Great Flamarion, 1945
- El dimoni de les armes (Gun Crazy), 1949
- 99 River Street, 1953
- Presa valuosa (The Tall T), 1957
- Estació comanxe (Comanche Station), 1960
- House of Usher, 1960
- El pou i el pèndol (The Pit and the Pendulum), 1961

## Subgènere: classe Z
Aquest gènere cinematogràfic es fa servir per designar aquells films realitzats amb uns mitjans encara més reduïts i destinats principalment a auto-cinemes i sales independents. Va aparèixer a finals dels anys 1950. Pla 9 des de l'espai, d'Ed Wood, va ser reconeguda com la primera pel·lícula de sèrie Z que es va fer a la història.